# Haarspeldbocht

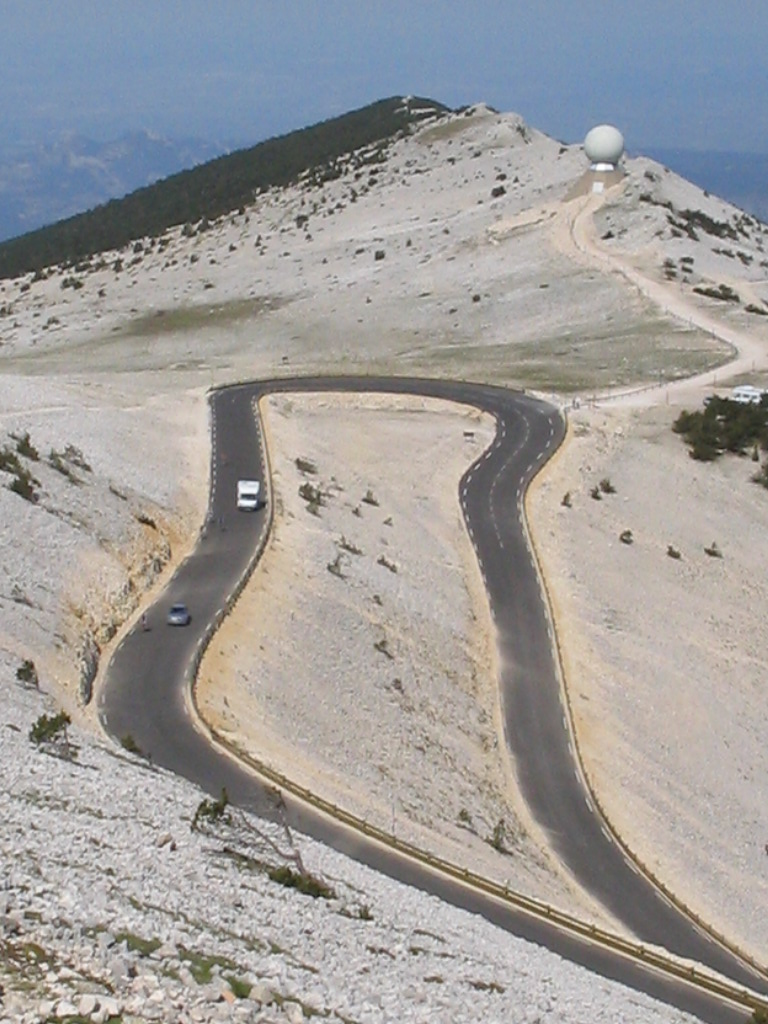
Haarspeldbocht op de Mont Ventoux

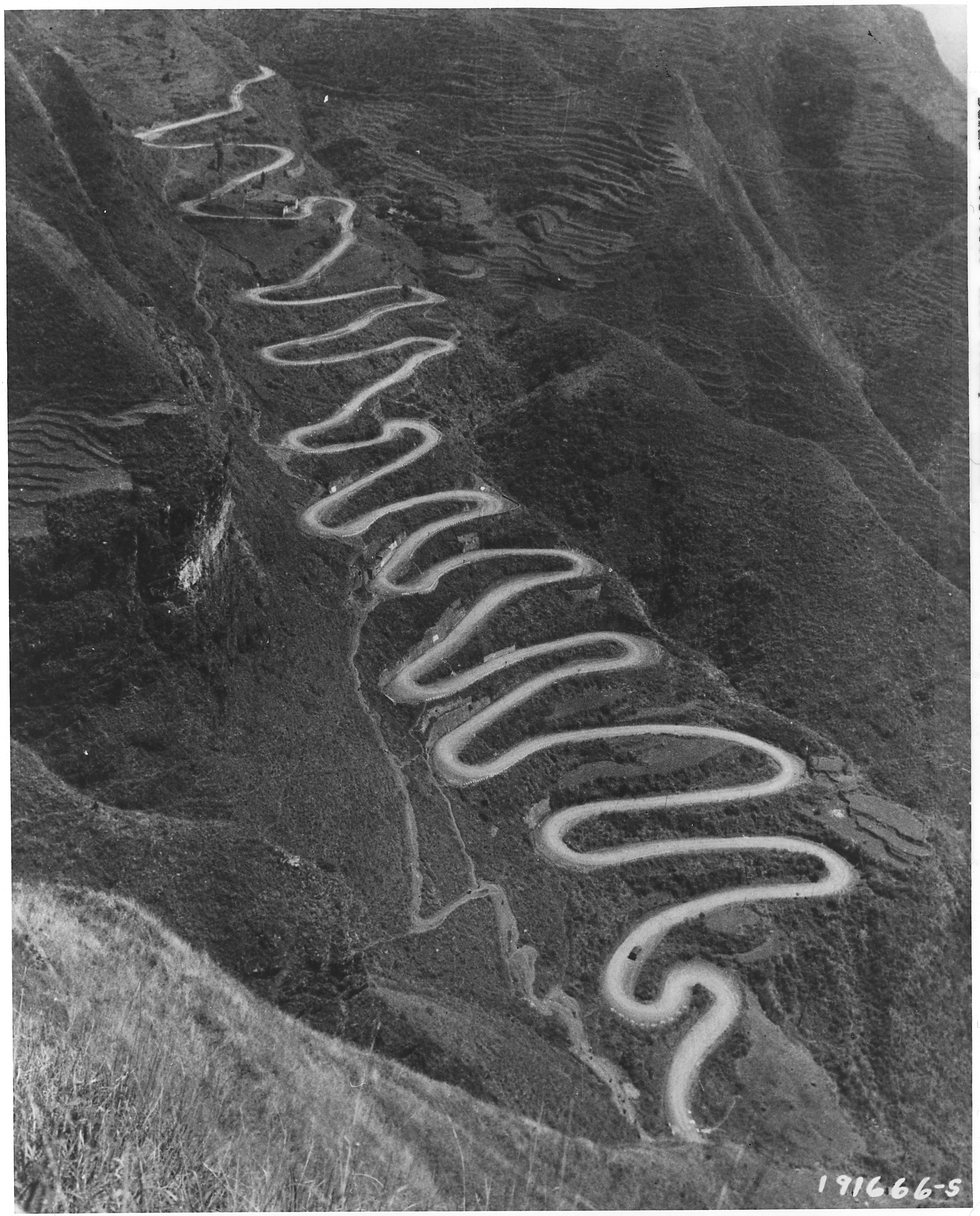
Assam

Haarspeldbochten zijn zeer scherpe bochten van meer dan 90 graden, soms tot 180 graden. Ze komen veel voor in bergwegen, waar ze het verkeer langs steile hellingen leiden. Ook in krappe ruimtes kunnen ze nodig zijn, bijvoorbeeld in dichtbebouwde steden. In racecircuits verhogen ze de amusementswaarde of beperken ze de snelheid.
Een weg recht omhoog tegen een berghelling zal voor het meeste wegverkeer te steil zijn. Om het verkeer toch naar boven te leiden, legt men de weg licht hellend aan, vrijwel langs de hoogtelijnen. De hellingsgraad kan dan betrekkelijk gering gehouden worden. Tijdens het rijden ligt de diepte  na elke haarspeld aan de andere zijde.
De bochten die vaak zo'n 180 graden zijn, zijn genoemd naar de benen van een moderne haarspeld die op deze wijze gevouwen is.

## Autoverkeer
Auto's en vrachtwagens hebben ruimte nodig om dergelijke bochten te kunnen nemen. Hierom kan het nodig zijn een groter deel van de bergwand weg te halen of er juist een stuk weg bij aan te bouwen.
Niet altijd is er in de bocht voldoende ruimte om een stijgend en dalend voertuig te laten passeren. Doorgaans is dan de regel dat het stijgende verkeer voorrang heeft.

## Fietsverkeer
In fietspaden worden relatief vaak haarspeldbochten toegepast, bijvoorbeeld om vanaf een brug over een waterweg aan te sluiten op een weg die langs deze waterweg loopt. Vergeleken met een ruimere lus bespaart dit materiaal en ruimte, maar heeft als nadeel dat fietsers niet optimaal van de afdaling kunnen profiteren. De soms extreem scherpe U-bochten kunnen ook aanleiding geven tot ongelukken en valpartijen, temeer omdat wegen langs hellingen de neiging hebben om zand en grind te verzamelen.
In de Nesciobrug in Amsterdam en in de Liniebrug bij Nigtevecht, twee fietsers- en voetgangersbruggen over het Amsterdam-Rijnkanaal, zijn voorbeelden te vinden van meer fietsersvriendelijke haarspeldbochten.
Een fietser die met moeite tegen een steile helling op kan komen, kan in een zigzagpatroon gaan rijden - uiteraard als het verkeer het toelaat - om zelf een haarspeldbocht te creëren.

## Voetpad
Voetpaden in de bergen kunnen ook haarspeldbochten hebben.
Doordat een voetganger makkelijk om kan draaien, zijn zulke bochten niet problematisch.

## Spoorwegen
Ook spoorwegen lopen soms in een zigzagpatroon tegen een helling op. Bij voorkeur wordt dan gebruik gemaakt van een keerlus of keertunnel, maar omdat de meeste treinen geen scherpe bochten kunnen maken zijn zulke lussen of tunnels lang en dus relatief duur. Daarom worden soms in plaats van bochten wissels en kopsporen gebouwd, zodat de trein afwisselend voor- en achteruitrijdend de helling op of af kan komen. Dit kopmaken is vanzelfsprekend tijdrovend. Zelden wordt daarbij de locomotief omgereden. Het zou te bewerkelijk zijn en bovendien is er een extra spoor voor nodig. In plaats daarvan gebruikt men een treinstel of een locomotief aan elk uiteinde van de trein.
Een wisselplaats voor tegemoetkomende treinen is vrij eenvoudig te realiseren door het kopspoor bij een keerpunt zo lang te maken dat er ruimte is voor twee treinen.